# Stazione meteorologica di Catania Istituto Agrario
La stazione meteorologica di Catania Istituto Agrario è la stazione meteorologica di riferimento relativa alla città di Catania.

## Medie climatiche ufficiali

### Dati climatologici 1983-2002
In base alla media di riferimento (1983-2002), la temperatura media del mese più freddo, gennaio, si attesta a +11,7 °C; quella del mese più caldo, agosto, è di +27,5 °C.
| Catania Istituto Agrario (1983-2002) | Mesi | Mesi | Mesi | Mesi | Mesi | Mesi | Mesi | Mesi | Mesi | Mesi | Mesi | Mesi | Stagioni | Stagioni | Stagioni | Stagioni | Anno |
| Catania Istituto Agrario (1983-2002) | Gen  | Feb  | Mar  | Apr  | Mag  | Giu  | Lug  | Ago  | Set  | Ott  | Nov  | Dic  | Inv      | Pri      | Est      | Aut      | Anno |
| ------------------------------------ | ---- | ---- | ---- | ---- | ---- | ---- | ---- | ---- | ---- | ---- | ---- | ---- | -------- | -------- | -------- | -------- | ---- |
| T. max. media (°C)                   | 15,4 | 16,2 | 17,8 | 20,4 | 24,5 | 28,7 | 31,9 | 32,0 | 28,7 | 24,7 | 20,2 | 16,5 | 16,0     | 20,9     | 30,9     | 24,5     | 23,1 |
| T. min. media (°C)                   | 8,0  | 8,2  | 9,4  | 11,5 | 15,4 | 19,5 | 22,3 | 23,0 | 20,2 | 16,7 | 12,6 | 8,9  | 8,4      | 12,1     | 21,6     | 16,5     | 14,6 |

## Valori estremi

### Temperature estreme mensili dal 1983 ad oggi
Nella tabella sottostante sono riportate le temperature massime e minime assolute mensili, stagionali ed annuali dal 1983 ad oggi, con il relativo anno in cui si queste si sono registrate. La massima assoluta del periodo esaminato di +45,9 °C risale al luglio 1998, mentre la minima assoluta di -2,2 °C è del gennaio 1987.
| Catania Istituto Agrario (1983-2023) | Mesi        | Mesi        | Mesi        | Mesi        | Mesi        | Mesi        | Mesi        | Mesi        | Mesi        | Mesi              | Mesi              | Mesi        | Stagioni | Stagioni | Stagioni | Stagioni | Anno |
| Catania Istituto Agrario (1983-2023) | Gen         | Feb         | Mar         | Apr         | Mag         | Giu         | Lug         | Ago         | Set         | Ott               | Nov               | Dic         | Inv      | Pri      | Est      | Aut      | Anno |
| ------------------------------------ | ----------- | ----------- | ----------- | ----------- | ----------- | ----------- | ----------- | ----------- | ----------- | ----------------- | ----------------- | ----------- | -------- | -------- | -------- | -------- | ---- |
| T. max. assoluta (°C)                | 26,9 (1983) | 26,0 (1990) | 34,4 (2001) | 32,7 (1985) | 39,9 (1994) | 45,0 (2007) | 45,9 (1998) | 43,2 (1994) | 41,2 (1988) | 38,3 (1999)       | 29,1 (1990)       | 26,9 (2010) | 26,9     | 39,9     | 45,9     | 41,2     | 45,9 |
| T. min. assoluta (°C)                | −2,2 (1987) | 0,0 (1986)  | −0,6 (1987) | 1,2 (1987)  | 7,0 (1987)  | 12,2 (1994) | 14,3 (1988) | 16,1 (2013) | 13,9 (2004) | 8,8 (1996 e 2007) | 5,0 (1988 e 1995) | −0,9 (1986) | −2,2     | −0,6     | 12,2     | 5,0      | −2,2 |